# Odozana domina
Odozana domina là một loài bướm đêm thuộc phân họ Arctiinae, họ Erebidae.